# Hajdúhadház
Hajdúhadház (ehemals Hadház) ist eine ungarische Stadt und Sitz des Kreises Hajdúhadház im Komitat Hajdú-Bihar. Sieben Prozent der Bewohner zählen zur Volksgruppe der Roma.

## Geografische Lage
Hajdúhadház liegt 17 Kilometer nördlich des Komitatssitzes Debrecen. Nachbargemeinden sind Téglás im Norden, Bocskaikert im Süden und Hajdúböszörmény im Westen.

## Geschichte
Die erste schriftliche Erwähnung erfolgte im Jahre 1312. Während der türkischen Besetzung waren viele Dörfer der Umgebung wüst.
Auf Grund des Schutzbriefes vom 12. Dezember 1605 von István Bocskai konnten sich in Hadház Heiducken ansiedeln.
1876 wurde die Stadt Teil des Komitates Hajdú. 1891 verlor der Ort sein Stadtrecht und wurde Großgemeinde. Im Jahr 1907 gab es in der Großgemeinde 1985 Häuser und 8935 Einwohner auf einer Fläche von 24.177 Katastraljochen. Sie gehörte zu dieser Zeit zum Bezirk Hajdúböszörmény im Komitat Hajdú. Von 1924 bis 1934 besaß der Ort erneut das Stadtrecht. Zum 1. Jänner 1984 wurde zusammen mit Téglás die Stadt Hadháztéglás gegründet und 1987 in Hajdúhadháztéglás umbenannt. Zum 1. Mai 1991 wurden die beiden Orte wieder selbständige Städte.

## Städtepartnerschaften
- Diosig, Rumänien, seit 2017
- Łęczna, Polen

## Sehenswürdigkeiten
- Reformierte Kirche, erbaut 1870–1872 im neuromanischen Stil
- Rathaus, 1912 ursprünglich als Hotel erbaut
- Kulturhaus (Csokonai Művelődési Ház), das 1912 als Bankgebäude erbaut und 1955 seiner jetzigen Nutzung übergeben wurde
- János-Földi-Gedenkhaus mit Bibliothek und Ausstellungshalle
- 1956er-Denkmal
- Wandgemälde Mese, erschaffen 1995 von István Burai

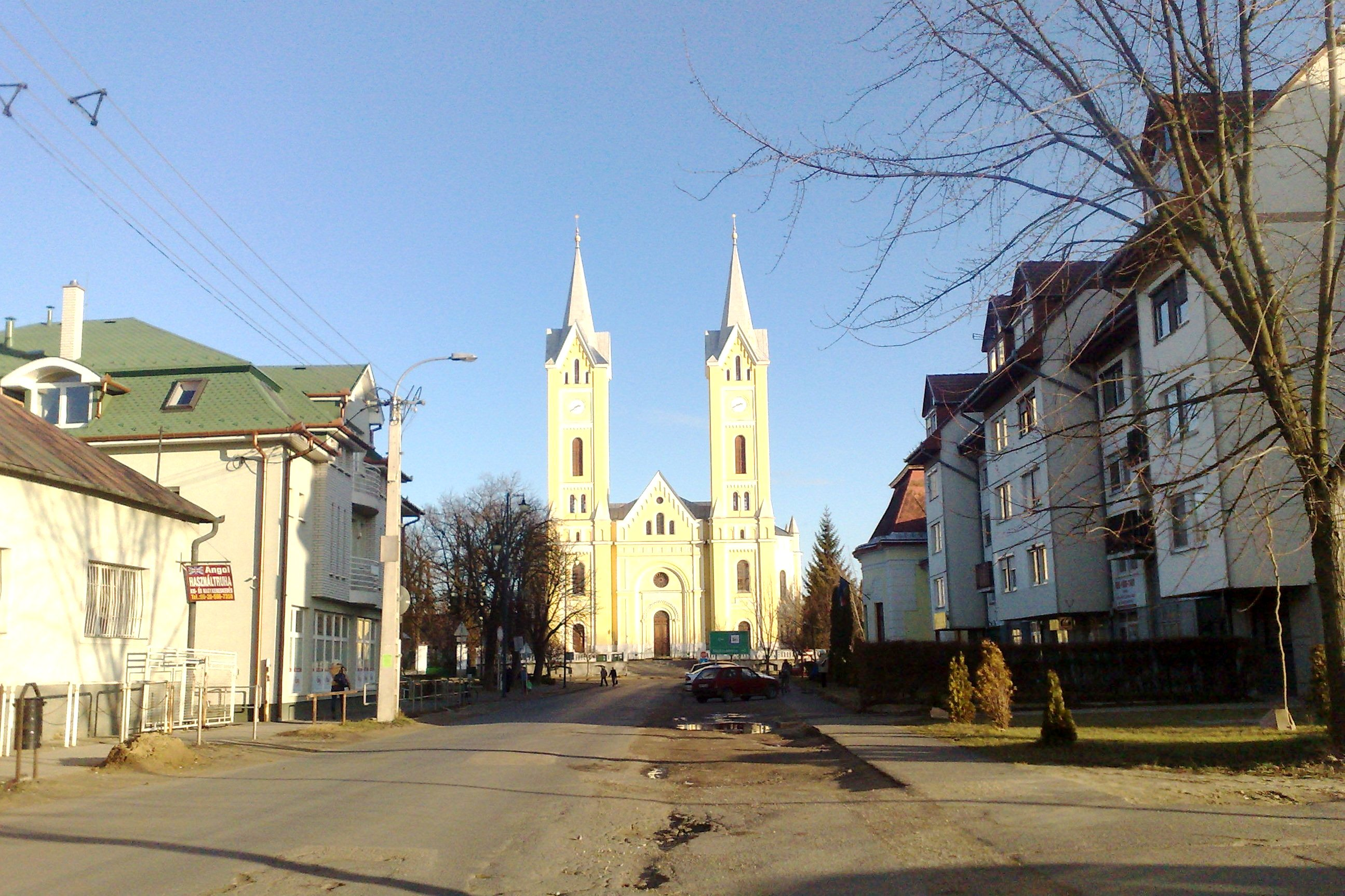
Reformierte Kirche
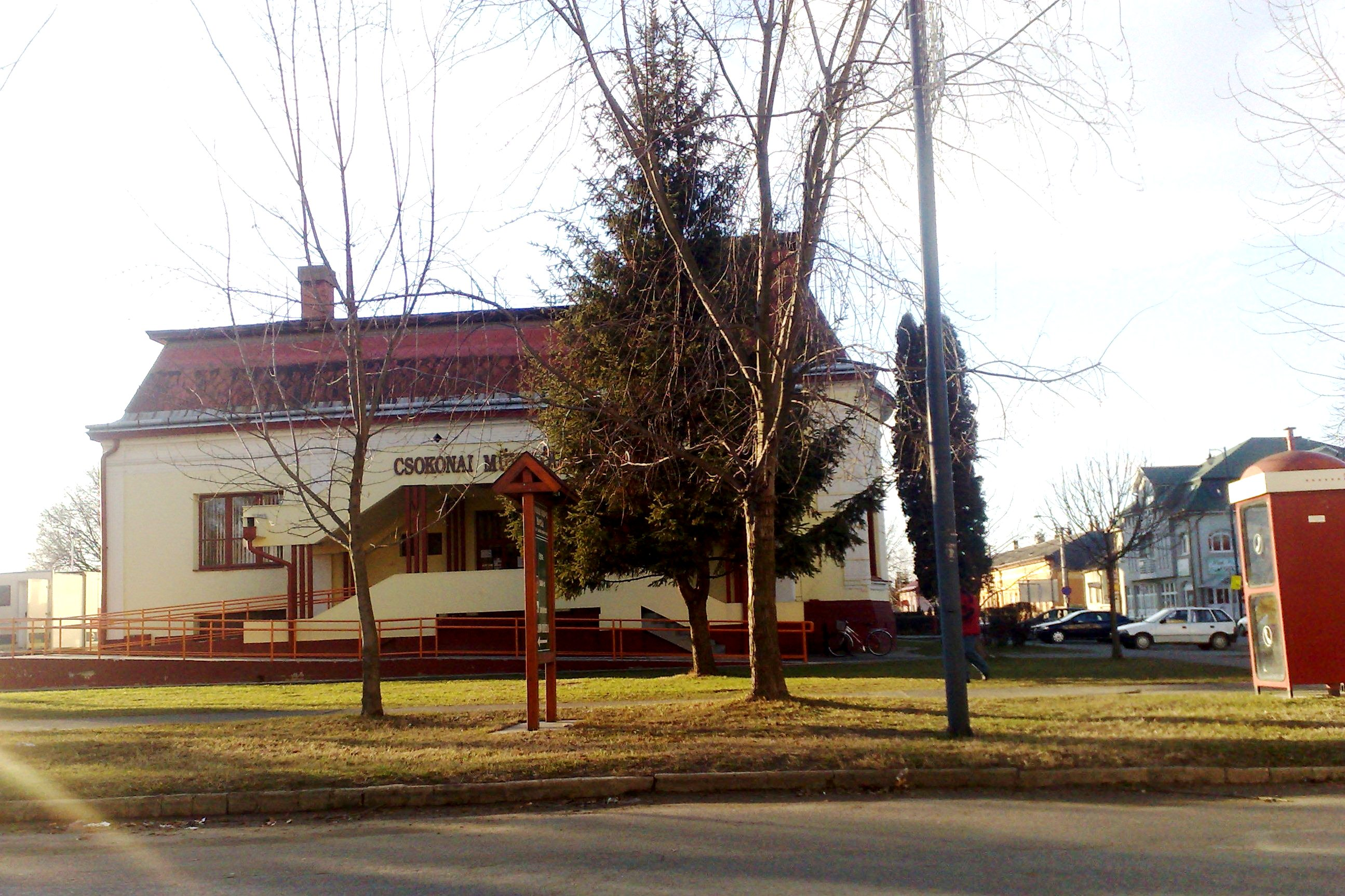
Kulturhaus (Csokonai Művelődési Ház)
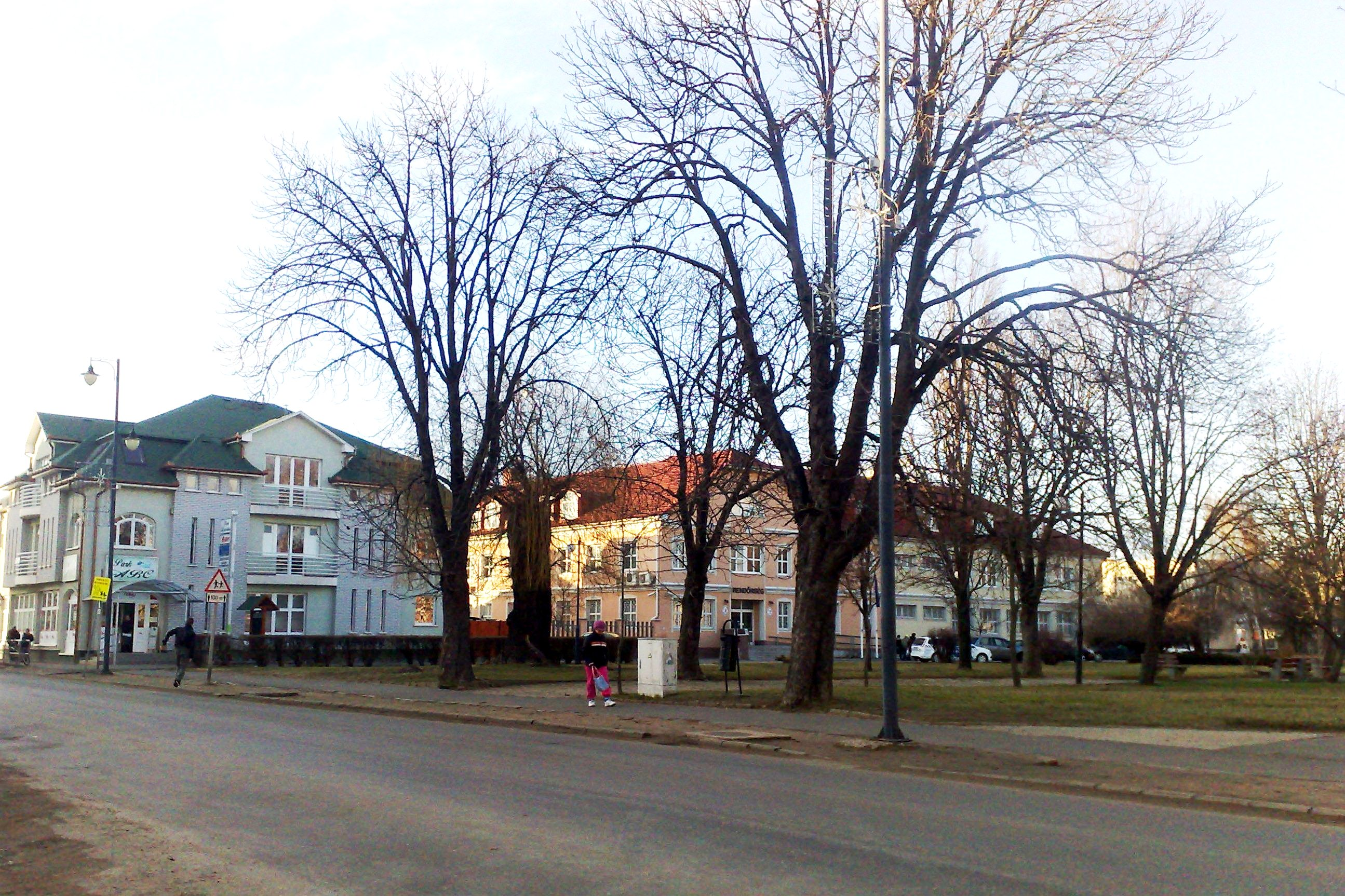
Häuser am Park

## Verkehr
In Hajdúhadház treffen die Landstraßen Nr. 3507 und Nr. 4902 aufeinander, westlich des Ortes  verläuft die Hauptstraße Nr. 4, die von Debrecen nach Nyíregyháza führt. Der Ort hat einen Bahnhof und ist angebunden an die Eisenbahnstrecke Nr. 100 vom Budapester Westbahnhof nach Nyíregyháza. Weiterhin bestehen Busverbindungen in die Nachbargemeinden.